# Jacques Renaud
Pour les articles homonymes, voir Renaud (homonymie).
Cet article concerne un écrivain québécois. Pour le coureur cycliste français, voir Jacques Renaud (cyclisme).
Jacques Renaud (Montréal, 10 novembre 1943 - ) est un écrivain québécois, auteur d'une œuvre classique, Le Cassé.  Le nom  figurant au certificat de naissance est Sinclair ; prénoms : Hamilton, Renaud, Lucas.

## Biographie
Il est l'auteur d'un classique de la littérature québécoise ou canadienne-française contemporaine, Le Cassé (1964), un classique jugé incontournable par plusieurs, mais on sait très peu de choses de l'auteur. Son premier livre, un recueil de poésie intitulé Électrodes, a été publié en 1962. Mais c'est Le Cassé, un ensemble comprenant une novella et plusieurs nouvelles, publié en 1964 à Montréal, au Québec, c'est-à-dire plusieurs années avant la production des Belles-Sœurs de Michel Tremblay en 1968 à Montréal, qui s'est imposé avec force dès le départ, a influencé un grand nombre d'écrivains, a créé un courant littéraire et d'expression qui se maintient à ce jour, et est devenu une œuvre classique de la littérature québécoise du XXe siècle.
Jacques Renaud a été journaliste-pigiste à Radio-Canada. Jusque vers la fin de 1967, il a également été recherchiste pour l'émission Le Sel de la semaine diffusée sur les ondes de cette station de télévision en 1967 et 1968 et animée par Fernand Seguin. Tard vers la fin de 1967, Jacques Renaud devait s'embarquer sur un navire et quitter le Québec. Il fera un court séjour d'environ deux semaines au Québec en 1970 avant de repartir. Vers la fin de 1971, ou au tout début de 1972, il est de retour au Québec pour quelques années. Il a vécu en Ontario, au Canada, de 1990 à 1999. En 2011, il habitait en Haute Matawinie, dans Lanaudière, au Québec.
Il a été collaborateur pour de nombreux périodiques tels Parti pris, Moebius, Les Lettres françaises, NYX, Québec Littéraire, L'esplumoir, L'Indépendance, Perspectives, Forces, Vie des Arts, Jonathan, Brèves, ainsi que pour des quotidiens comme Le Devoir, Métro-Express, The Ottawa Citizen, La Presse, The Montreal Gazette. Il aurait aussi été ghostwriter et il a fait partie du Réseau de résistance.
On sait que son œuvre est enseignée dans certaines universités d'Allemagne, par exemple celles de Augsbourg et de Nuremberg dans le cadre des facultés des langues romanes. Il fut le premier écrivain québécois à être invité par la Freie Universität de Berlin-Ouest en 1984.
Il a fondé les Éditions de La Lune occidentale en 1979 et les Éditions du Transplutonien en 1981, mais ces deux maisons n'existent plus. Jacques Renaud a séjourné un an à Pondichéry, dans le Tamil Nadu en Inde, en 1970, et a été inspiré dans sa vie par Sri Aurobindo et Mirra Alfassa, La Mère. Il a aussi pratiqué intensivement le hatha yoga pendant cinq ans, de 1971 à 1976, et l'a enseigné à Montréal, pendant quelque temps, au cours de cette période.
Depuis décembre 2009, les œuvres de cet auteur sont rediffusées, essentiellement sur internet, certaines dans leur forme originale, certaines remaniées par l'auteur, certaines réécrites complètement, toujours par l'auteur lui-même, parfois en profondeur. Ces œuvres sont diffusées sous deux pseudonymes, essentiellement : Jacques Renaud et Loup Kibiloki, quoique le même auteur diffuse aussi sous l'appellation Le Scribe. Pour l'auteur, ces pseudonymes correspondent à des personnalités distinctes.
Le fonds d'archives de Jacques Renaud est conservé au centre d'archives de Montréal de Bibliothèque et Archives nationales du Québec.

## Publications

### Novellas et nouvelles
- Le Cassé, l’œuvre originale de 1964[5]
- Le Cassé, Montréal, Parti pris, 1964
- Le Cassé et autres nouvelles suivi de Le journal du cassé, Montréal, Parti pris, 1978
- L'Espace du diable, Montréal, Guérin Littérature, 1989
- La Naissance d'un sorcier[6], nouvelle tirée de L'Espace du Diable (Montréal, 1989), revue et corrigée en 2009 et 2010 par l'auteur, Jacques Renaud.
- Émile Newspapp, roi des masses, novella[7]; d'abord une nouvelle publiée dans L'Espace du Diable (Montréal, 1989) sous le titre Une journée dans la vie du poète Émile Newspapp, elle a été revue, réécrite et considérablement augmentée par l'auteur en juillet 2011, et est diffusée ici sous son nouveau titre[7]: Émile Newspapp, roi des masses.

### Romans
- En d'autres paysages, Montréal, Parti pris, 1970.
- Clandestine(s) ou La tradition du couchant, Montréal, le Biocreux, 1980.

### Poésie
- Électrodes, Montréal, Éditions Atys, 1962; remanié par l'auteur en 1989 et publié dans une rétrospective intitulée Les cycles du Scorpion; entièrement révisé de nouveau, corrigé, remanié par l'auteur en 2009, sous le même titre, Électrodes[8], et diffusé sous le nom de plume de Loup Kibiloki
- Le fond pur de l'errance irradie, Montréal, Parti pris, 1975
- Le Cycle du Scorpion, Montréal, Éditions de La Lune occidentale, 1979; entièrement révisé, corrigé, remanié par l'auteur en 2009 et diffusé sous le titre Le cycle du Scorpion[9] sous le nom de plume de Loup Kibiloki.
- La Colombe et la brisure éternité, Montréal, le Biocreux, 1979
- D'ailes et d'îles (en collaboration avec Leonard Cohen, Claude Haeffely, Michaël La Chance), Montréal, Éditions de la Marotte, 1980
- Arcane seize, sous le pseudonyme de Élie-Pierre Ysraël, Montréal, Éditions de La Lune occidentale, 1980; entièrement réécrit par l'auteur en 2009 et diffusé sous le titre La stupéfiante mutation de sa chrysalide[10] sous le nom de plume de Loup Kibiloki.
- La Ville: Vénus et la mélancolie, Montréal, Éditions de La Lune occidentale, publié anonymement en 1981; entièrement réécrit par l'auteur en 2009 et diffusé sous le titre Vénus et la Mélancolie[11] sous le nom de plume de Loup Kibiloki.
- Par la main du soleil précédé de Les saisons du saphir, sous le pseudonyme de Ji R., Montréal, Éditions de La Lune occidentale, 1981
- La Nuit des temps, Montréal, Éditions de La Lune occidentale et du Transplutonien, 1981
- La Nuit des temps, Montréal, Triptyque, 1984
- Les Cycles du Scorpion, poèmes et proses (1960-1987), Montréal, l'Hexagone, coll. Rétrospectives, 1989

### Essai
- La Constellation du Bouc Émissaire[12], Clause Dérogatoire et Proto-Totalitarisme, Trois essais sur le proto-totalitarisme; Candiac, Québec, Canada, Les Éditions Balzac, janvier 1993.

### En traduction
- Flat Broke and Beat, traduction anglaise de Le Cassé par Gérald Robitaille, Montréal, Éditions du Bélier, 1968
- Broke City, traduction anglaise de Le Cassé par David Homel, Montréal, Guernica, 1984 (préfaces de Gérald Godin et Ray Ellenwood)